# Lelio Lantella
Lelio Lantella (Cermenate, 12 aprile 1942) è un giurista e politico italiano.

## Biografia
È stato professore ordinario di Istituzioni di Diritto Romano presso la facoltà di giurisprudenza dell'Università di Torino, nella quale ha anche insegnato Storia del diritto romano e Diritto Privato.

## In politica
Nel 1994 aderì alla Lega Nord divenendone deputato. Nel corso della legislatura uscì dal partito, e in occasione delle nuove elezioni politiche del 1996 fu candidato per il Polo delle Libertà, in quota a Forza Italia, nel collegio 4 di Torino. Non riuscì però a essere rieletto, venendo sconfitto (36,8%) dallo sfidante del centro-sinistra Furio Colombo (46,6%).
Eletto dal Parlamento componente del Consiglio di presidenza della Corte dei Conti l'8 marzo 2005, fa parte della II commissione, delle commissione regolamento e di quella per l'incompatibilità ambientale. Nel 2007, si è avvicinato ad Alleanza Nazionale, aderendo insieme ad altri docenti universitari ai comitati "Fini premier".

## Opere
- Il lavoro sistematico nel discorso giuridico romano. Repertorio di strumenti per una lettura ideologica, Torino, G. Giappichelli, 1975.
- Le opere della giurisprudenza romana nella storiografia. Appunti per un seminario di storia del diritto romano, Torino, G. Giappichelli, 1979.
- Pratiche definitorie e proiezioni ideologiche nel discorso giuridico, Milano, A. Giuffrè, 1979.
- Finem fore nominis Etrusci, Torino, G. Giappichelli, 1983.
- Metastoria, I: Prelettura teorica per un seminario sull'Enchiridion di Pomponio, Torino, G. Giappichelli, 1990.
- Operazioni elementari di discorso e sapere giuridico, Torino, G. Giappichelli, 2004 (con Emanuele Stolfi e Mario Deganello).
- Profili diacronici di diritto romano, Torino, G. Giappichelli, 2005 (con Emanuele Stolfi).
- Se X allora Y, I: L'universo della regola; II: Lavorare con le regole, Torino, G. Giappichelli, 2009 (con Raffaele Caterina).